# Nature morte avec huîtres, citron et tazza en argent
Nature morte avec huîtres, citron et tazza en argent est un tableau réalisé en 1634 par le peintre néerlandais Willem Claeszoon Heda. Conservée au musée Boijmans Van Beuningen de Rotterdam, cette huile sur bois est une nature morte représentant notamment une coupe en argent renversée, un citron à demi pelé, un verre à vin à moitié plein, un autre brisé, du poivre enroulé dans du papier et un plat d'étain contenant des huîtres.